# Dimargaris verticillata
Dimargaris verticillata är en svampart som beskrevs av R.K. Benj. 1959. Dimargaris verticillata ingår i släktet Dimargaris och familjen Dimargaritaceae.   Inga underarter finns listade i Catalogue of Life.